# فولتا كاتالونيا 1926
فولتا كاتالونيا 1926 (بالإسبانية: Volta a Cataluña 1926)‏ هو سباق دراجات هوائية، وهو الموسم رقم 8 من السباق، وأقيم خلال الفترة 22 أغسطس 1926، وحتى 29 أغسطس 1926.
فاز فيه بالمركز الأول  فيكتور فونتان، وبالمركز الثاني  Mució Miquel ‏، وبالمركز الثالث  ماريانو كاناردو.

## الفائزون
| الترتيب | الفائز          |
| ------- | --------------- |
| الفائز  | فيكتور فونتان   |
| الثاني  | Muç Miquel ‏     |
| الثالث  | ماريانو كاناردو |